# Justa Balló Salvà
Justa Balló Salvà (Llansá, 1899-Santa Coloma de Gramanet, 1993) fue una bibliotecaria catalana que trabajó la mayor parte de su vida laboral en la Red de Bibliotecas Populares.

## Biografía
Estudió de joven en un colegio inglés de Barcelona (en el que coincidió con Mercè Rodoreda) teniendo así la oportunidad de aprender este idioma, y a continuación comenzó la carrera de magisterio. Trabajó durante un año en la casa Singer, donde llevaba la correspondencia en inglés. Después de una estancia en Madrid de dos años se matriculó en la Escuela de Bibliotecarias, donde estudió entre 1923 y 1931 (con una interrupción voluntaria desde 1924 hasta 1930, cuando dejó los estudios en solidaridad con el profesorado del centro que había dimitido por el asunto del profesor Dwelshauvers). Durante esta interrupción, y desde 1927, trabajó como auxiliar en la Biblioteca Popular de Figueres. Las prácticas obligatorias de la carrera de bibliotecaria las hizo en la Biblioteca Popular de Vic. En 1931, durante el curso en que acababa los estudios, le fue concedida una ayuda económica por la Escuela para asistir a la 54a conferencia anual de la Library Association, en Cheltenham (Inglaterra). En 1933 ejerce el cargo de directora interina de la Biblioteca Popular de Pineda, pero bien pronto aquel mismo año pasó a trabajar en la Central Técnica de la Red de Bibliotecas Populares, donde ejerció la mayor parte de su vida laboral hasta que se jubiló en mayo de 1969.
El invierno de 1935, cuando ya trabajaba en la Central Técnica de las Bibliotecas Populares, obtuvo una segunda beca de la Generalitat para hacer una estancia en Inglaterra con el fin de estudiar la organización de las county libraries. A raíz de esta experiencia, organizó las bibliotecas filiales de la Red y, más tarde, al crearse el Servicio de Bibliotecas del Frente, fue ella quien aconsejó el equipamiento interior de los bibliobuses siguiendo probablemente el modelo inglés. Durante todos estos años, fue una colaboradora excelente de Jordi Rubió, director de las Bibliotecas Populares, que contó con ella para varios proyectos. Así por ejemplo, en el curso 1938–1939 fue profesora auxiliar de la Escuela, y en el verano de 1938 impartió clases en un primer curso de especialización destinado a formar el personal de unas futuras bibliotecas infantiles. Justa Balló había participado muy activamente en este proyecto, pero desgraciadamente los resultados de la guerra impidieron llevarlo a cabo. 
Durante la posguerra las bibliotecas populares sufrieron muy directamente sus efectos con la censura y la imposición de actas. Aun así, desde la Central Técnica, Justa Balló y su colaboradora M. Antonieta Cot hicieron todo lo posible porque las bibliotecas acogieran manifestaciones de la cultura catalana —en 1945, por ejemplo, ya celebraron el centenario del nacimiento de Jacinto Verdaguer Con los años, Justa Balló asistió a varios foros profesionales: en 1955 acudió a un Congreso Internacional de Bibliotecas y Documentación en Bruselas, donde presentó una comunicación sobre la Red de Bibliotecas catalana, y en 1964 participó en el I Congreso Nacional de Bibliotecas, en Mallorca. Al jubilarse le fue concedida la medalla de plata de la Biblioteca de Cataluña. Consta también que tradujo El conde americano, de Mark Twain (Barcelona: El Junco, 1944). 
De personalidad discreta, pero no falta de ironía, estaba dedicada por completo a su profesión. Permaneció soltera y muy independiente hasta que, necesitada de asistencia, ingresó en una residencia evangélica, Iglesia de la cual era miembro.